# Jen Taylor

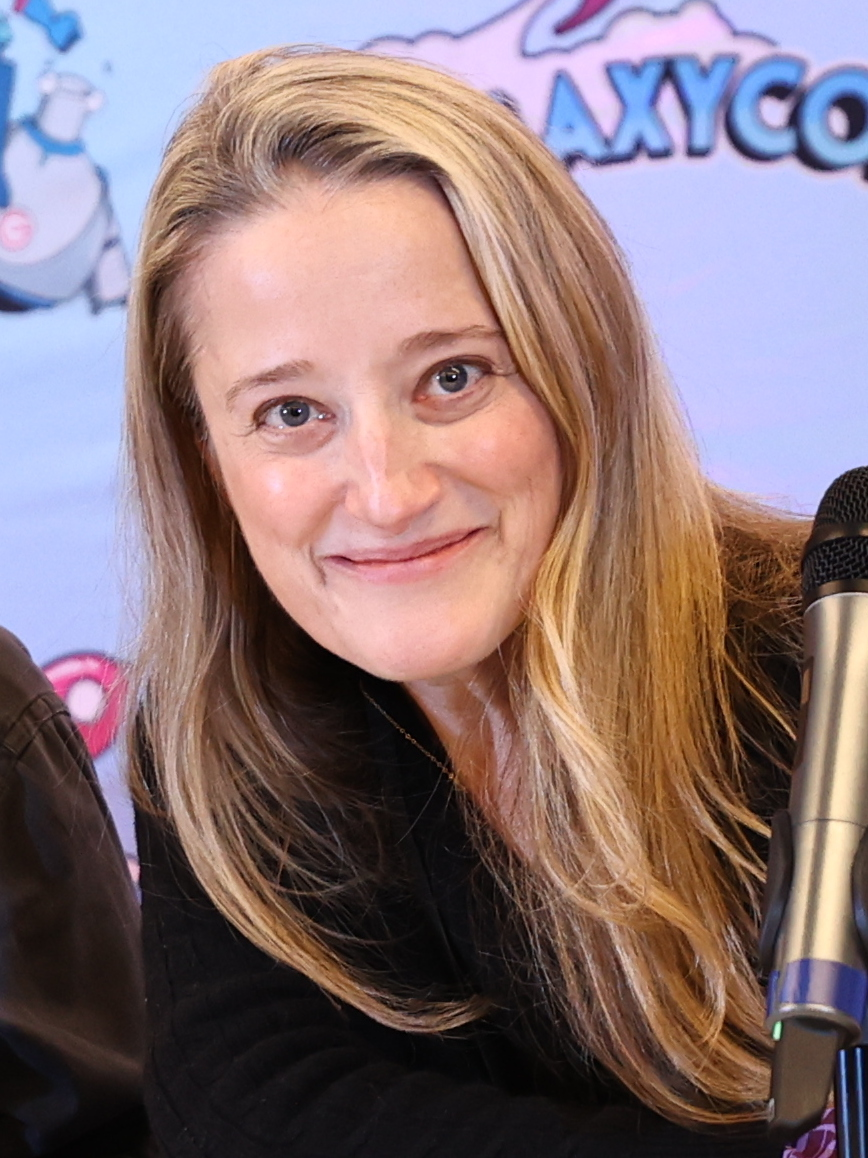
Jen Taylor (2023)

Jennifer „Jen“ Lee Taylor (* 17. Februar 1973 in Seattle, King County, Washington) ist eine US-amerikanische Schauspielerin und Synchronsprecherin.

## Leben
Taylor wurde am 17. Februar 1973 in Seattle geboren. Sie lernte mit ihrer Stimme zu arbeiten, indem sie Programme aus dem Radio aufnahm und nachsprach. Sie machte einen Theaterabschluss an der Northwestern University. Anschließend arbeitete sie als Radio-DJ für den Sender KNDD.
Erste Sprechrollen übernahm Taylor in einer Reihe von Videospielen zu Super Mario. Später wurde sie einem breiten Publikum als Stimme des Charakters Cortana aus der Halo-Spielserie bekannt. Als Schauspielerin wirkte sie in Nebenrollen in 42 – Die wahre Geschichte einer Sportlegende oder als Episodendarstellerin in Leverage oder Everything Sucks! mit.

## Filmografie (Auswahl)
- 2004: Inheritance
- 2008: Taos
- 2010: Leverage (Fernsehserie, Episode 2x13)
- 2013: 42 – Die wahre Geschichte einer Sportlegende (42)
- 2016: Grow Op (Kurzfilm)
- 2018: Everything Sucks! (Fernsehserie, zwei Episoden)
- 2018: Automata (Fernsehserie, vier Episoden)
- 2022–2024: Halo (Fernsehserie, 17 Episoden)

## Synchronisationen (Auswahl)
- 1997: Backyard Baseball (Videospiel)
- 1998: Sky Island Mysteries (Videospiel)
- 1999: Mario Golf 64 (Videospiel)
- 1999: Backyard Football (Videospiel)
- 2000: Mario Tennis (Videospiel)
- 2000: Mario Party 3 (Videospiel)
- 2001: Super Mario Advance (Videospiel)
- 2001: Luigi’s Mansion (Videospiel)
- 2001: Aliens vs. Predator 2 (Videospiel)
- 2001: Halo: Kampf um die Zukunft (Halo: Combat Evolved, Videospiel)
- 2001: Super Smash Bros. Melee (Videospiel)
- 2002: Super Mario Sunshine (Videospiel)
- 2002: Mario Party 4 (Videospiel)
- 2002: Kakutô chôjin (Videospiel)
- 2002: No One Lives Forever 2 (No One Lives Forever 2: A Spy in H.A.R.M.'s Way, Videospiel)
- 2003: Super Mario Advance 4: Super Mario Bros. 3 (Videospiel)
- 2003: Mario Golf: Family Tour (Videospiel)
- 2003: Agents of the Spirit, Episode I: The Phantom Influence (Videospiel)
- 2003: Mario Kart: Double Dash!! (Videospiel)
- 2003: Mario Party 5 (Videospiel)
- 2003: Mario & Luigi: Superstar Saga (Videospiel)
- 2004: Mario vs. Donkey Kong (Videospiel)
- 2004: Mob Enforcer (Videospiel)
- 2004: Paper Mario: Die Legende vom Äonentor (ペーパーマリオRPG, Videospiel)
- 2004: EverQuest II (Videospiel)
- 2004: Halo 2 (Videospiel)
- 2004: Mario Party 6 (Videospiel)
- 2004: Super Mario 64 DS (Videospiel)
- 2005: Super Princess Peach (Videospiel)
- 2005: Katzekratz (Catscratch, Zeichentrickserie, Episode 1x09)
- 2005: Mario Party 7 (Videospiel)
- 2005: The Matrix: Path of Neo (Videospiel)
- 2005: Mario Kart DS (Videospiel)
- 2006: Mario vs. Donkey Kong 2: Marsch der Mini-Marios (Videospiel)
- 2007: Mario Kart Arcade GP 2 (Videospiel)
- 2007: Halo 3 (Videospiel)
- 2007: Mario & Sonic bei den Olympischen Spielen (Mario & Sonic at the Olympic Games, Videospiel)
- 2008: Left 4 Dead (Videospiel)
- 2009: Fear 2: Project Origin (Videospiel)
- 2009: Mario vs. Donkey Kong: Die Rückkehr der Mini-Marios! (Videospiel)
- 2009: Saw (Videospiel)
- 2009: Left 4 Dead 2 (Videospiel)
- 2010: Halo: Reach (Videospiel)
- 2011: Forza Motorsport 4 (Videospiel)
- 2011: Der Herr der Ringe: Der Krieg im Norden (The Lord of the Rings: War in the North, Videospiel)
- 2011: Star Wars: The Old Republic (Videospiel)
- 2012: Mario Tennis (Videospiel)
- 2012: Guild Wars 2 (Videospiel)
- 2012: Halo 4: Forward Unto Dawn (Mini-Serie, fünf Episoden)
- 2012: Halo 4 (Videospiel)
- 2013: Dota 2 (Videospiel)
- 2013: Mario Kart Arcade GP DX (Videospiel)
- 2013: RWBY: Volume 1 (Zeichentrickfilm)
- 2013: Darkest Days (Animationsfilm)
- 2013–2021: RWBY (Zeichentrickserie, 22 Episoden)
- 2014: Destiny (Videospiel)
- 2014: Halo 2: Anniversary (Videospiel)
- 2015: Infinite Crisis (Videospiel)
- 2015: Halo 5: Guardians (Videospiel)
- 2015: Halo: The Fall of Reach (Mini-Serie, drei Episoden)
- 2016: RWBY: Volume 3 (Zeichentrickfilm)
- 2016: Level Up Norge (Zeichentrickserie, Episode 2x37)
- 2017: Mario Sports Superstars (Videospiel)
- 2017: RWBY: Volume 4 (Zeichentrickfilm)
- 2017: Destiny 2 (Videospiel)
- 2018: Forza Horizon 4 (Videospiel)
- 2019: RWBY: Volume 6 (Zeichentrickfilm)
- 2020: RWBY: Volume 7 (Zeichentrickfilm)
- 2021: Halo Infinite (Videospiel)